# Odontocera exilis
Odontocera exilis är en skalbaggsart som beskrevs av Fisher 1947. Odontocera exilis ingår i släktet Odontocera och familjen långhorningar.
Artens utbredningsområde är:
- Costa Rica.
- Honduras.
- Panama.

Inga underarter finns listade i Catalogue of Life.